# Saison 1993-1994 de l'Olympique lyonnais
Maillots
Chronologie
Saison précédente Saison suivante
La saison 1993-1994 de l'Olympique lyonnais est la quarante-quatrième de l'histoire du club.

## Résumé de la saison
À la suite des mauvais résultats acquis pendant deux saisons par Raymond Domenech, l'Olympique lyonnais ne prolonge pas son contrat. Le nouvel entraîneur se nomme Jean Tigana.

## Effectif professionnel
Gardiens :
- Pascal Olmeta :  France
- Christophe Breton :  France

 Défenseurs :
- Bruno N'Gotty :  France
- Manuel Amoros :  France
- Romarin Billong :  France/ Cameroun
- Florent Laville :  France
- Marcelo :  Brésil
- Ghislain Anselmini :  France
- Maxence Flachez :  France
- Jean-Marc Moulin :  France
- Alain Colacicco :  France
- Alexandre Bès :  France/ Cameroun

 Milieux :
- Franck Gava :  France
- Sylvain Deplace :  France
- Éric Roy :  France
- Stéphane Roche :  France
- Claude-Arnaud Rivenet :  France
- Laurent Debrosse :  France
- Abedi Pelé :  Ghana
- Pierre Chavrondier :  France

 Attaquants :
- James Debbah :  Liberia
- Florian Maurice :  France
- Samassi Abou :  France/ Côte d'Ivoire
- Laurent Delamontagne :  France

## Détail des matchs

### Championnat de France
1. le 24 juillet : Montpellier 1 - 1 Lyon : Ziober   52e / Deplace   15e
2. le 31 juillet : Lyon 2 - 0 Caen : Abou   23e ; Debbah   68e
3. le 7 août : Angers 3 - 1 Lyon : Lagrange   6e ; Daury   59e ; El Haddaoui   62e (pen.) / Debbah   88e
4. le 11 août : Lyon 2 - 0 Metz : Abou   33e,   84e
5. le 14 août : Sochaux 0 - 1 Lyon : Flachez   40e
6. le 28 août : Auxerre 3 - 2 Lyon : Baticle   39e,   43e,   81e / Gava   10e ; Rivenet   44e
7. le 1er septembre : Lyon 0 - 0 Martigues
8. le 11 septembre : Lens 2 - 0 Lyon : Déhu   79e ; Peron   85e
9. le 18 septembre : Lyon 1 - 3 Paris : Colleter   20e (csc) / Weah   21e ; Ginola   48e ; Guérin   90e
10. le 24 septembre : Cannes 1 - 0 Lyon : Madar   23e (classement : 15e)
11. le 3 octobre : Lyon 2 - 1 Nantes : Pelé   7e ; Roy   90e / Ziani   49e
12. le 6 octobre : Monaco 1 - 1 Lyon: Flachez   40e (csc) / Grimandi   42e (csc)
13. le 18 octobre : Lyon 1 - 1 Le Havre : Roche   73e / Rio   51e
14. le 22 octobre : Toulouse 2 - 0 Lyon : Bancarel   4e ; Debève   47e
15. le 24 octobre : Lyon 2 - 0 Saint-Étienne : Maurice   12e
16. le 6 novembre : Bordeaux 2 - 0 Lyon : Dugarry   18e ; Sénac   47e
17. le 9 novembre : Lyon 1 - 0 Marseille : Roche   86e
18. le 20 novembre : Lille 2 - 1 Lyon : Garcia   62e ; Hansen   67e / Maurice   65e
19. le 27 novembre : Lyon 2 - 1 Strasbourg : Pelé   25e ; Maurice   43e / Lebœuf   29e (classement : 11e)
20. le 3 décembre : Caen 1 - 0 Lyon : Salaün   6e
21. le 11 décembre : Lyon 1 - 1 Angers : Ngotty   29e / El Haddaoui   24e
22. le 18 décembre : Metz 0 - 1 Lyon : Maurice   64e
23. le 15 janvier : Lyon 1 - 0 Sochaux : Delamontagne   30e
24. le 28 janvier : Lyon 1 - 0 Auxerre : Roy   55e
25. le 5 février : Martigues 0 - 1 Lyon : Marcelo   73e
26. le 9 février : Lyon 1 - 2 Lens : Roche   52e / Peron   29e ; Laigle   52e
27. le 19 février : Paris 0 - 0 Lyon
28. le 24 février : Lyon 2 - 2 Cannes : Debbah   8e ; Maurice   76e / Banin   28e ; Ferhaoui   60e
29. le 5 mars : Nantes 1 - 0 Lyon : Ouedec   77e
30. le 11 mars : Lyon 1 - 0 Monaco : Amoros   24e (pen.) (classement : 10e)
31. le 26 mars : Le Havre 0 - 1 Lyon : Roche   15e
32. le 2 avril : Lyon 1 - 0 Toulouse : Debbah   27e
33. le 6 avril : Saint-Étienne 3 - 0 Lyon : Despeyroux   63e ; É. Mendy   77e,   88e
34. le  : Lyon 4 - 2 Bordeaux :
35. le  : Marseille 3 - 0 Lyon :
36. le 27 avril : Lyon 0 - 0 Lille
37. le 7 mai : Strasbourg 0 - 1 Lyon : Pelé   5e
38. le 21 mai : Lyon 3 - 2 Montpellier : Maurice   10e,   70e ; Debbah   30e / Sanchez   5e,   62e (classement : 8e)

### Coupe de France
32e de finale :
- le 22 janvier : Lyon 2 - 0 Nîmes Olympique : Maurice   49e ; Gava   51e

16e de finale :
- le 12 février : Stade lavallois 1 - 1 (t.a.b : 3 - 1) Lyon : Perez   1re / Roche   29e

### Match amical
- le 3 janvier : Lyon 2 - 1 Strasbourg